# لیک ریورساید (کالیفرنیا)
لیک ریورساید (به انگلیسی: Lake Riverside) یک منطقهٔ مسکونی در ایالات متحده آمریکا است که در شهرستان ریورساید، کالیفرنیا واقع شده‌است. لیک ریورساید ۱۸٫۸۴۵ کیلومتر مربع مساحت و ۱٬۱۷۳ نفر جمعیت دارد و ۱٬۰۳۵ متر بالاتر از سطح دریا واقع شده‌است.